# 山本義幸
山本 義幸（やまもと よしゆき、1979年6月7日 - ）は、元・TBSテレビ「ひるおび！」リポーター 兼 気象予報士、東北放送アナウンサー。

## 経歴
- 北海道室蘭市生まれ。船橋市立船橋高等学校、早稲田大学人間科学部卒。
- 2004年、東北放送にアナウンサーとして入社（同期は大徳絵里アナ）。
- 退社後は東京を拠点に、TBSテレビ「ひるおび！」リポーター 兼 気象予報士、スポーツ実況アナウンサーなどとして活動。

## 人物・エピソード
- 市立船橋高校では、サッカー部に所属。
- 東北放送時代に担当した音楽番組『FINE MUSIC』では、ブレイク前のAKB48に早くから注目し、自ら事務所に出演交渉を持ち掛ける。その結果、当時のメンバーである大島優子・秋元才加・宮澤佐江が番組に出演。
- 情報番組の企画で出場した自転車のヒルクライムレース「宮城蔵王ヒルクライム」では、マウンテンバイクの部で4位。また、秋田県の鳥海山で開催された「鳥海バイシクルクラシック」でも7位の成績を収めるなど、アスリートとしての一面も健在である。
- 東日本大震災から4ヶ月後の2011年7月には、自転車で宮城県の沿岸部（山元町から石巻市までの約120km）を走破し、瓦礫や粉塵の中、沿岸被災地の状況をリポートした。
- サッカーのスペインリーグ「リーガ・エスパニョーラ」2012-2013シーズン終盤には、劇的な逆転勝ちによるオサスナの1部残留決定試合を、また最終節にはネグレドとソルダードによるスペイン人得点王（サラ賞）争いの直接対決を担当している。男子テニスの「国別対抗戦デビスカップ」では、決勝戦を実況している。
- 数多くの教員免許（中学社会・中学保健体育・中学国語・高校地歴・高校公民・高校商業・高校保健体育・高校国語・学校図書館司書教諭）を取得している（山本アナblogより）。
- 2020年11月12日放送のTBSテレビ「ひるおび！」で、合格率5%と言われる気象予報士の国家試験に合格したことが報じられる。また、同日のスポーツニッポンの紙面にも同様の記事が掲載されたが、山下智久の「ジャニーズ事務所退所・ハリウッド進出」の記事よりも大きく掲載され話題となった。
- 2021年に開催された東京オリンピックでは、新種目となったスポーツクライミングを実況し、日本人選手の活躍を中心に熱戦の模様を伝える。

## 担当番組
- TBSテレビ「ひるおび!」
- 日本テレビ「ダウンタウンのガキの使いやあらへんで！」
- TBSテレビ　金曜ドラマ「キワドい2人 -K2- 池袋署刑事課 神崎・黒木」
- TBSテレビ　ドキュメンタリー「東京の空」
- J：COM　東京オリンピック「スポーツクライミング」
- J SPORTS　スポーツクライミング「ワールドカップ」「世界選手権」
- WOWOW　サッカー「リーガ・エスパニョーラ」（2012-2013シーズンより）
- WOWOW　テニス「ジャパンオープン」「国別対抗戦デビスカップ」（2013シーズンより）
- eスポーツ　eベースボールプロリーグ「ドラフト会議」